# 프랑코 마스탄투오노
프랑코 마스탄투오노(스페인어: Franco Mastantuono, 2007년 8월 14일~)는 아르헨티나의 축구 선수로, 레알 마드리드 카스티야와 아르헨티나 연령별 대표팀에서 미드필더로 활동하고 있다.

## 구단 경력
2024년 1월, 아르헨티노스 주니어스와의 국내 축구 리그컵 대회 경기에 교체 출전하면서 리버 플레이트에서 공식 대회에 출전한 역대 세 번째로 어린 선수가 되었다.
2024년 2월 8일, 코파 아르헨티나에서 엑스쿠르시오니스타스를 상대로 득점을 기록하며 리버 플레이트의 구단 최연소 득점자가 되었다.